# Onthophagus ducorpsi
Onthophagus ducorpsi là một loài bọ cánh cứng trong họ Bọ hung (Scarabaeidae).